# 盧布林醫科大學
盧布林醫學大學（波蘭語：Uniwersytet Medyczny w Lublinie）是一所位於波蘭盧布林的國立大學，成立於1944年。牙醫學系成立於1973年。

## 知名人物
Tadeusz Krwawicz教授發展了眼冷凍手術和冷凍療法：於1961年第一台以冷刀(cryoprobe)進行囊內白內障摘除術。

## 姊妹校

### 亞洲地區
- 中華民國：臺北醫學大學

## 参看
- 波蘭大學列表

## 外部連結
- 盧布林醫科大學官方網站 （页面存档备份，存于）（英語）